# Атоев, Аббос Абдураззокович
Аббос Абдураззокович Атоев (узб. Abbos Abdurazzoqovich Atoyev; род. 7 июня 1986 года) — узбекский боксёр-любитель, двукратный чемпион мира, бронзовый призёр Олимпийских игр 2012 года.

## Биография
Участвовал на чемпионате мира 2007 года в Чикаго, где завоевал золотую медаль в весовой категории до 81 кг, победив в полуфинале и финале казахстанца Еркебулана Шыналиева и россиянина Артура Бетербиева.
С 19 по 22 июня 2008 года в Москве в Спорткомплексе МГТУ им. Н. Э. Баумана выиграл II Международный турнир памяти Олимпийского чемпиона Валерия Попенченко в своей весовой категории. В финале ему тяжелым нокаутом проиграл хозяин ринга и будущий чемпион в профессионалах Сергей Ковалёв.
На чемпионате мира 2009 года в Милане завоевал вторую золотую медаль в весовой категории до 75 кг, победив в финале армянина Андраника Акопяна.
На чемпионате мира 2011 года в Баку участвовал в весовой категории до 75 кг, однако проиграл на первом круге японцу Рёте Мурате.
На Олимпиаде 2008 года в Пекине в весовой категории до 81 кг проиграл на первом круге таджикистанскому боксёру Джахону Курбонову (3-11).
На Олимпиаде 2012 года в Лондоне победил боксёра из Марокко Бадреддина Хаддиоу (11-9), румына Богдана Журатони (12-10) и индийца Вижендера Сингха. В полуфинале проиграл японцу Рёте Мурате.

## Награды и звания
- «Узбекистон ифтихори» (2009)[1].
- Заслуженный спортсмен Республики Узбекистан (2012)[2].